# Municipio de Blair (Míchigan)
El municipio de Blair (en inglés: Blair Township) es un municipio ubicado en el condado de Grand Traverse en el estado estadounidense de Míchigan. En el año 2010 tenía una población de 8209 habitantes y una densidad poblacional de 88,1 personas por km².

## Geografía
El municipio de Blair se encuentra ubicado en las coordenadas 44°37′37″N 85°36′31″O / 44.62694, -85.60861. Según la Oficina del Censo de los Estados Unidos, el municipio tiene una superficie total de 93.18 km², de la cual 92.23 km² corresponden a tierra firme y (1.02%) 0.95 km² es agua.

## Demografía
Según el censo de 2010, había 8209 personas residiendo en el municipio de Blair. La densidad de población era de 88,1 hab./km². De los 8209 habitantes, el municipio de Blair estaba compuesto por el 93.13% blancos, el 0.38% eran afroamericanos, el 1.88% eran amerindios, el 0.95% eran asiáticos, el 0.07% eran isleños del Pacífico, el 1.21% eran de otras razas y el 2.39% pertenecían a dos o más razas. Del total de la población el 3.53% eran hispanos o latinos de cualquier raza.